# Apostrophe (’)
Apostrophe (') је шести соло албум и осамнаест албум Френка Запе, објављен мартa 1974. Монтирана верзија његове прве песме, Don't Eat the Yellow Snow, била је прва од три Запина хита на листи Billboard Top 100, која је на крају достигла 86. место. Сам албум је постао највећи комерцијални успех у Запиној каријери, достигавши 10. место на америчком Billboard 200.

## Преглед
Apostrophe (') остаје Запин најуспешнији албум у Сједињеним Америчким Државама. RIAA је 7. априла 1976. године сертификовала статус златног албуму и достигао је 10. место на Billboard 200 листи 1974. Настављајући од комерцијалног продора Over-Nite Sensation (1973), овај албум је сличан микс кратких песама које приказују Запин хумор и музичке аранжмане. Лирске теме плоче су често бизарне или нејасне, са изузетком песме Uncle Remus, који је продужетак Запиног осећања према расизму представљеног у његовој ранијој песми Trouble Every Day.

## Музика
Прва половина албума угрубо прати континуирану тему. Don't Eat the Yellow Snow и Nanook Rubs It говоре о сну који је певач имао у којем је себе видео као Ескима по имену Нанук. Прича се наставља у песми „St. Alfonzo's Pancake Breakfast“, за који Запа каже да је инспирисан телевизијском рекламом за маргарин.
Као што је био случај са многим Запиним албумима, и овај албум је био мешавина архивских и недавних снимака; прва страна Apostrophe (') (1974) и Over-Nite Sensation (1973) снимљени су истовремено.

## Песме
А страна
| №               | Назив                           | Трајање |  |
| 1.              | Don't Eat the Yellow Snow       | 2:07    |  |
| 2.              | Nanook Rubs It                  | 4:38    |  |
| 3.              | St. Alfonzo's Pancake Breakfast | 1:50    |  |
| 4.              | Father O'Blivion                | 2:18    |  |
| 5.              | Cosmik Debris                   | 4:14    |  |
| Укупно трајање: | Укупно трајање:                 | 15:32   |  |

Б страна
| №               | Назив              | Трајање |  |
| 1.              | Excentrifugal Forz | 1:33    |  |
| 2.              | Apostrophe         | 5:50    |  |
| 3.              | Uncle Remus        | 2:44    |  |
| 4.              | Stink-Foot         | 6:33    |  |
| Укупно трајање: | Укупно трајање:    | 17:24   |  |